# Daum TEKKEN BUSTERS
Daum TEKKEN BUSTERS는 대한민국의 이스포츠 대회 중 하나로 주종목은 격투 게임인 철권을 이용했다. 온게임넷에서 주최하며 Daum, 반다이남코게임스, 윈디소프트, 데일리e스포츠가 후원하였다. 이전의 TEKKEN CRASH를 대체했다.

## 리그기간
- 방송날짜 : 2012년 5월 10일 ~ 2012년 7월 5일

## 버전
Tekken Tag Tournament 2 Unlimited

## 특이사항
- Tekken Tag Tournament 2 Unlimited 버전을 처음으로 도입한 대회
- 올스타전(개인전) - 무릎 우승
- 우승 팀은 e스타즈 2012 한국 대표로 선발
- 본선 경기는 용산 이스포츠 스타디움에서 진행

## 진행
- 경기 진행, 해설 : 성승헌, 박현규

## 참가팀
- A조
  - 나진 e엠파이어(‘미스티’ 민정현/에디, ‘한쿠마’ 한동욱/쿠마, ‘세인트’ 최진우/간류)
  - 진폭하켄베린(‘헬프미’ 정원준/리, ‘모큐’ 이재민/밥, ‘구라’ 채동훈/리리)
  - 의외성 No.1(‘에크’ 노현우/카즈야, ‘헤어 디자이너’ 유도희/머독, ‘페카’ 임정현/자피나)
  - 샤베트(‘트리플H’ 박민국/킹, ‘샤넬’ 강성호/알리사, ‘베베’ 김신연/아스카)

- B조
  - 레저렉션(‘무릎’ 배재민/데빌진, ‘홀맨’ 김정우/카즈야, ‘하오’ 이진우/펭)
  - 안녕친구들(‘좌본주이’ 박준현/쿠마, ‘소금간류’ 이준영/간류, ‘레드스타’ 신성혁/라스)
  - 퍼펙트맨(‘다살기’ 전지홍/스티브, ‘나비’ 조정욱/레이븐, ‘only_practice’ 조완호/라스)
  - 각시니(‘각시니’ 이지행/드라구노프, ‘풍호’ 김민호/리, ‘루드’ 장재준/아스카)

## 대회 결과

### 8강
| 순위 | 팀             | 승패    | 승점 | 세트득실 | 결과     |
| ---- | -------------- | ------- | ---- | -------- | -------- |
| 1    | 나진 e엠파이어 | 2승 1패 | 4    | +2       | 4강 진출 |
| 2    | 진폭하켄베린   | 2승 1패 | 4    | +1       | 4강 진출 |
| 3    | 샤베트         | 1승 2패 | 2    | 0        | 탈락     |
| 4    | 의외성 No.1    | 1승 2패 | 2    | -1       | 탈락     |

| 순위 | 팀         | 승패    | 승점 | 세트득실 | 결과     |
| ---- | ---------- | ------- | ---- | -------- | -------- |
| 1    | 각시니     | 3승     | 6    | +5       | 4강 진출 |
| 2    | 레저렉션   | 2승 1패 | 4    | +2       | 4강 진출 |
| 3    | 퍼펙트맨   | 1승 2패 | 2    | -2       | 탈락     |
| 4    | 안녕친구들 | 3패     | 0    | -5       | 탈락     |

### 4강
- 1경기 진폭하켄베린 2-0 각시니

- 2경기 레저렉션 2-1 나진 e엠파이어

### 결승
- 레저렉션 3-1 진폭하켄베린

### 최종 순위
- 우승 레저렉션, 준우승 진폭하켄베린, 3위 나진 e엠파이어, 각시니

## 같이 보기
- TEKKEN CRASH
- TEKKEN STRIKE